# Обсерваторія Стамбульського університету
Обсерваторія Стамбульського університету (тур. İstanbul Üniversitesi Gözlemevi) або Стамбульська університетська обсерваторія наукових досліджень і прикладний центр — астрономічна обсерваторія, відкрита в 1936 році на кафедрі астрономії і космічних наук, створеній за 3 роки до того на факультеті природничих наук Стамбульського університету. Обсерваторія розташована поряд із вежею Беязит у головному кампусі університету на площі Беязит у Стамбулі. На даху будівлі розташовано 2 круглих обертових куполи.

## Історія
Незабаром після заснування факультету природничих наук Стамбульського університету в 1933 році німецького астронома Ервіна Фінлей-Фройндліха запросили очолити кафедру астрономії. Він запропонував заснувати обсерваторію. Будівлю обсерваторії з куполом спроєктував архітектор Аріф Хікмет Холтай. Будівля була закладена в грудні 1935 року. Будівництво велось під куравництвом Екрема Хаккі Айверді і було завершено за шість місяців. Влітку 1936 року обсерваторія була готова до використання.
Як основний інструмент обсерваторії 11 грудня 1935 року був замовлений астрограф компанії Carl Zeiss Jena. Інструмент прибув до Стамбула в розібраному вигляді 25 вересня 1936 року, був зібраний і встановлений у куполі обсерваторії. Спостереження на установці почалися восени 1936 року. Це була сучасна обсерваторія Туреччини.
Забруднення повітря та світлове забруднення в центрі Стамбула, де розташована обсерваторія, тепер унеможливлюють проведення нічних спостережень. Для проведення досліджень нічного неба кафедра ініціювала створення обсерваторії Улупинар, який був реалізований у 2002 році.

## Директори обсерваторії
- 1990—1991 — Камуран Авджиоглу
- 1991—1997 — Дурсун Кочер
- 1997—2007 — Тюркері Озкан
- 2007—2009 — Хюсейин Ментеше
- з 2009 — Талат Сайгач

## Інструменти обсерваторії
- Астрограф Цейсс (D = 30 см, F = 1,5 м, 1936 рік)
- Сонячний рефрактор (D = 13 см, F = 2 м, 1945 рік), застосовується для замальовок сонячних плям на диску діаметром 25 см
- Хромосферний рефрактор з фільтром Ліо (D = 12 см, F = 2,32 м, 1956 рік)
- Кварцові годинники для контролю годинникових механізмів телескопів
- MEADE LX200 12" (D = 30 см, F = 3 м)

## Робочі групи
- Змінні зорі
- Багатокольорова фотометрія і галактична структура
- Сонце
- Космологія
- Атмосфери зір
- Астрофізика високих енергій